# Jaume Llavallol i Riu
Jaume Llavallol i Riu (Barcelona, 8 de setembre de 1760 - Buenos Aires, 13 d'octubre de 1838) fou un comerciant català emigrat a Argentina on desenvolupà activitat política i militar.
Durant les invasions angleses d'Argentina (1806-1807), juntament amb altres catalans, el 1806 fundà el Cuerpo de Voluntarios Urbanos de Cataluña, que participà en diversos combats, durant els quals va ser promogut a capità. Passades la guerra, tornà als seus negocis.
El seu fill fou Felipe Llavallol, que arribà a president del Senat i governador de la província de Buenos Aires. En honor a Felipe Llavallol, s'anomenà l'actual ciutat de Llavallol, en el gran Buenos Aires.